# Punga Mare
Il Punga Mare è una struttura geologica della superficie di Titano.